# IC 4340
IC 4340 — спиральная галактика типа S0 в созвездии Гончие Псы. Поверхностная яркость — 13,5 mag/arcmin². Этот объект входит в число перечисленных в оригинальной редакции «Нового общего каталога».